# Endymion (gedicht)

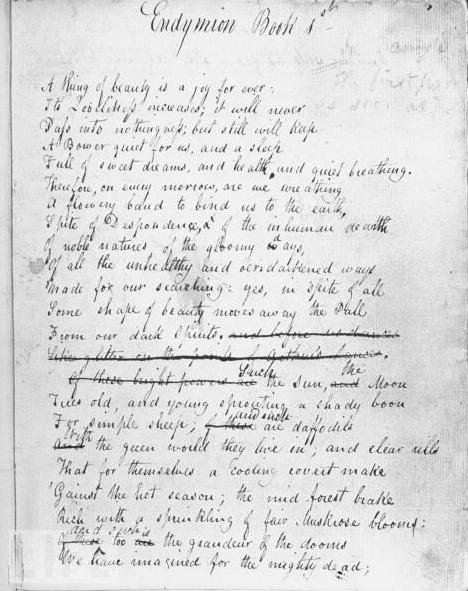
Het manuscript

Endymion is een gedicht van John Keats dat in april 1818 voor het eerst gepubliceerd werd. Het is vooral beroemd door de eerste regel "A thing of beauty is a joy for ever" en valt op omdat het geschreven is in rijmende coupletten. Keats baseerde het gedicht op de Griekse mythe van Endymion, de schaapherder die verliefd wordt op de maangodin Selene. Het gedicht breidt het originele verhaal uit en noemt Selene "Cyntia" (een andere naam voor Artemis).